# جون هارتفيج
جون هارتفيج (بالإنجليزية: John F. Hartwig)‏ هو كيميائي وأستاذ جامعي في جامعة كاليفورنيا في بيركلي، وجامعة إلينوي في إربانا-شامبين. يركز مختبره على تطوير طرق جديدة لإعداد مجموعة واسعة من المركبات العضوية. أوضحت استكشافاته إمكانات الانتقال المحفز بالمعادن للربط بين روابط الكربون والكربون غير المتجانسة المهمة بطريقة رفعت هذه التحولات إلى ردود الفعل على مستوى الاستراتيجية.